# Blocador dels canals de calci
El blocador dels canals de calci són un grup de fàrmacs (i substàncies naturals) que alteren la conducció dels canal de calci. S'utilitzen principalment en el tractament de la hipertensió arterial.

## Tipus
Fàrmacs comercialitzats al mercat espanyol:

### Dihidropiridínics
En disminuir la resistència vascular perifèrica poden augmentar la freqüència cardíaca (taquicàrdia).
- Amlodipina (EFG, Astudal, Norvas, Zabart)
- Barnidipina (Libradin)
- Felodipina (EFG, Perfudal, Plendil)
- Lacidipina (Lacimen, Lacipil, Motens)
- Lercanidipina (Coripren, Lercadip, Lerzam, Zanidip)
- Manidipina (Artedil)
- Nicardipina (EFG, Lincil, Nerdipina, Vasonase)
- Nifedipina (EFG, Adalat), el primer a ser utilitzat.
- Nimodipina (EFG, Admon, Brainal, Modus, Nimotop)
- Nisoldipina (Sular, Syscor)
- Nitrendipina (EFG, Baypresol, Gericin, Tensogradal)

#### Efectes adversos
El més freqüent són edemes de turmell resistent a diürètics, cefalees, rubor facial, mareig.

### No dihidropiridínics
No redueixen (verapamil) o redueixen poc (diltiazem) la resistència vascular perifèrica, així no produeixen taquicàrdia.
- Verapamil (Manidón)
- Diltiazem (EFG, Carsider, Dinisor, Masdil)

#### Efectes adversos
El més freqüent és el restrenyiment (sobretot verapamil).